# Talaiot de sa Cova de sa Nineta
El talaiot de sa Cova de sa Nineta és una construcció megalítica prehistòrica de la cultura talaiòlica (1300-123 aC) situat al municipi de Santa Margalida a l'illa de Mallorca (Balears). És ben visible circulant per la carretera d'Artà a Alcúdia, just a la cantonada del trencall de la urbanització de Son Serra de Marina.